# Vaticaanse Bibliotheek
De Vaticaanse Bibliotheek, de Biblioteca Apostolica Vaticana, is de nationale bibliotheek van de Heilige Stoel, het Vaticaan, gevestigd in Vaticaanstad.

## Doelstelling
Paus Nicolaas V verklaarde op 30 april 1451 dat pro communi doctorum virorum commodo, in het algemeen belang van de geleerden, er een bibliotheek moest worden opgericht.
Paus Sixtus IV, die ook de Sixtijnse Kapel liet bouwen, stichtte de bibliotheek en vermeldde in zijn bul van 15 juni 1475 dat de bibliotheek ad decorem militantis Ecclesiae, fidei catholicae augmentum, eruditorum quoque ac litterarum studiis insistentium virorum commodum et honorem opgericht was, "tot een sieraad van de strijdende Kerk, tot vermeerdering van het katholieke geloof, en tot gemak en eer ook van geleerde lieden en zij die zich beijveren om de studie der letteren".
De bibliotheek weerspiegelt het beleid en de missie van de Heilige Stoel en ondersteunt tegelijk de katholieke visie op de cultuur en de wetenschappen. Om deze opdracht in relatieve onafhankelijkheid te kunnen verrichten, valt de leiding organisatorisch niet onder de Curie. De bibliotheek wordt sinds 2018 geleid door aartsbisschop José Tolentino Mendonça.
Tot 14 juni 1966 diende de bibliotheek ook als achtergrondcollectie van op de Index van verboden boeken geplaatste boeken.
Aan de bibliotheek is een bibliotheekacademie, de Scuola Vaticana di Biblioteconomia, verbonden.

## Geschiedenis

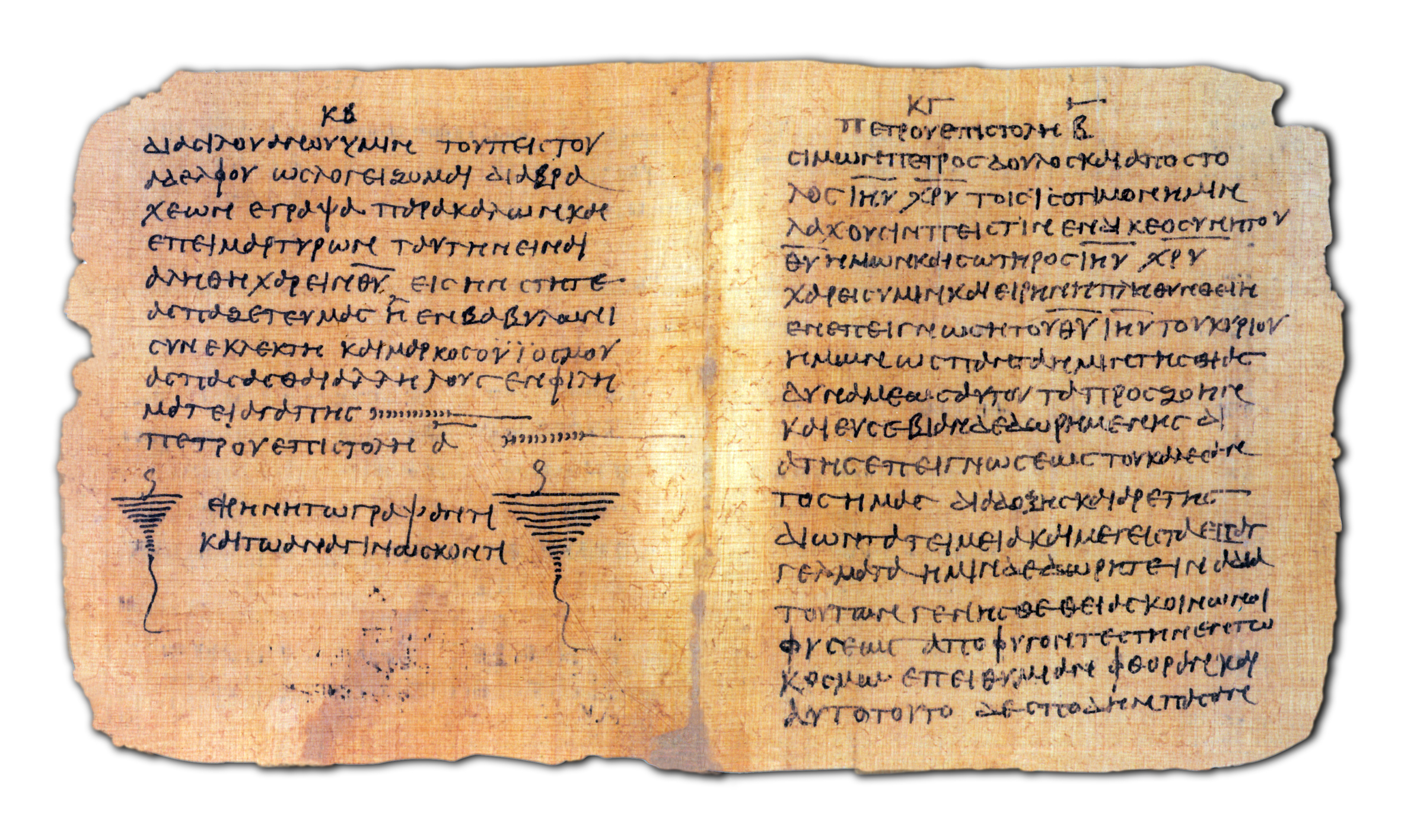
Petrusbrief uit de derde eeuw na Christus (Papyrus Bodmer VIII - Papyrus 72).

### Oorsprong
Al vanaf de vierde eeuw was er sprake van het Scrinium (letterlijk schrijn) van de Rooms-katholieke kerk. Dit scrinium was een documentenverzameling die als bibliotheek en archief diende. Al in de zesde eeuw werd de bibliotheek een primaire taak genoemd en werd onder primicerius notariorum geplaatst. In 680 bijvoorbeeld stuurt paus Agatho boeken aan de keizer in Byzantium, Constantijn IV om hem te documenteren met stellingen tegen het Monotheletisme ter voorbereiding van het Concilie van Constantinopel III waar die leer zou worden besproken (en veroordeeld). Ook het fameuze florilegium (bloemlezing) dat aan de basis lag van de veroordeling van het iconoclasme op het tweede Concilie van Nicea in 787 werd opgesteld in het paleis van Lateranen aan de hand van de pauselijke bibliotheek. De bibliotheek was dus wel degelijk een beleidsinstrument.
Aan het eind van de achtste eeuw, in 784, werd de eerste bibliothecaris benoemd door Paus Adrianus I, een zekere Theophylactus, die tevens als kanselier dienstdeed. Deze verzameling ging in de eerste helft van de dertiende eeuw verloren.
Een nieuwe verzameling werd opgebouwd, waarvan de inhoud nog steeds bekend is dankzij een inventaris gemaakt onder Bonifatius VIII. De bibliotheek moest echter zo vaak verhuizen vanwege de conflicten tussen de paus en de Duitse keizer en later tussen pausen en tegenpausen, dat er domweg door dat verhuizen al vele documenten verdwenen, zeker nadat paus Bonifatius VIII in 1303 stierf. De boeken verhuisden in de veertiende eeuw eerst naar Perugia dan naar Assisi en uiteindelijk met de pausen mee naar Avignon.
In Avignon begon paus Clemens V met de heropbouw van een bibliotheek en paus Johannes XXII (overleden in 1334) verzamelde handschriften voor deze derde bibliotheek, maar toen de pausen terugkeerden naar Rome na de ballingschap te Avignon, was hun eerste zorg de pauselijke archieven. De bibliotheek keerde in stukken en brokken terug naar Rome en kreeg aanvankelijk waarschijnlijk geen vaste plaats. Een deel van de Avignonese bibliotheek belandde in de 17e eeuw in particuliere handen, namelijk in die van de familie Borghese, en werd pas in 1891 terug verworven.

### Van Nicolaas V tot Sixtus V
Het jaar 1376, de terugkeer van paus Gregorius XI kan gezien worden als de start van de moderne Vaticaanse bibliotheek hoewel de historici opteren voor ofwel het pontificaat van paus Nicolaas V of voor 15 juni 1475 de datum van publicatie van de bul Ad decorem militantis ecclesiae door paus Sixtus IV.
Een inventaris van paus Eugenius IV (overleden in 1447) beschreef een collectie van 350 Latijnse, sommige Griekse en slechts enkele Hebreeuwse werken. Zijn opvolger paus Nicolaas V (overleden in 1455) begon verwoed manuscripten aan te kopen en te laten kopiëren. Hij kocht bijvoorbeeld een aantal werken uit de vroegere keizerlijke bibliotheek van Byzantium die door de Turken waren verspreid. Tomaso Parentucelli da Sarzana, zoals Nicolaas V voor zijn pontificaat heette, was al voor hij paus werd een bekend geleerde en bibliofiel. Het was hij die Cosimo de’ Medici raad gaf bij de organisatie van de Medicibibliotheek van San Marco in Firenze. Hij maakte de werken toegankelijk voor geleerden en voor studiedoeleinden zodat we vanaf dat ogenblik van een bibliotheek kunnen spreken. De bekende Florentijnse librariër Vespasiano da Bisticci bevestigde ons dat “[i]ntentione di papa Nicola era di fare una libraria in Sancto Piero per comune uso di tutta la corte di Roma” en zelf schreef hij over het doel van zijn project: "ut pro communi doctorum virorum comodo habeamus librorum omnium tum latinorum tum grecorum bibliothecam condecentem pontificis et sedis apostolicae dignitati" In de tijd van Nicolaas V bestond de bibliotheek uit één enkele leeszaal. Vlak na zijn dood in 1455 omvatte de collectie al 800 Latijnse en 353 Griekse codices.

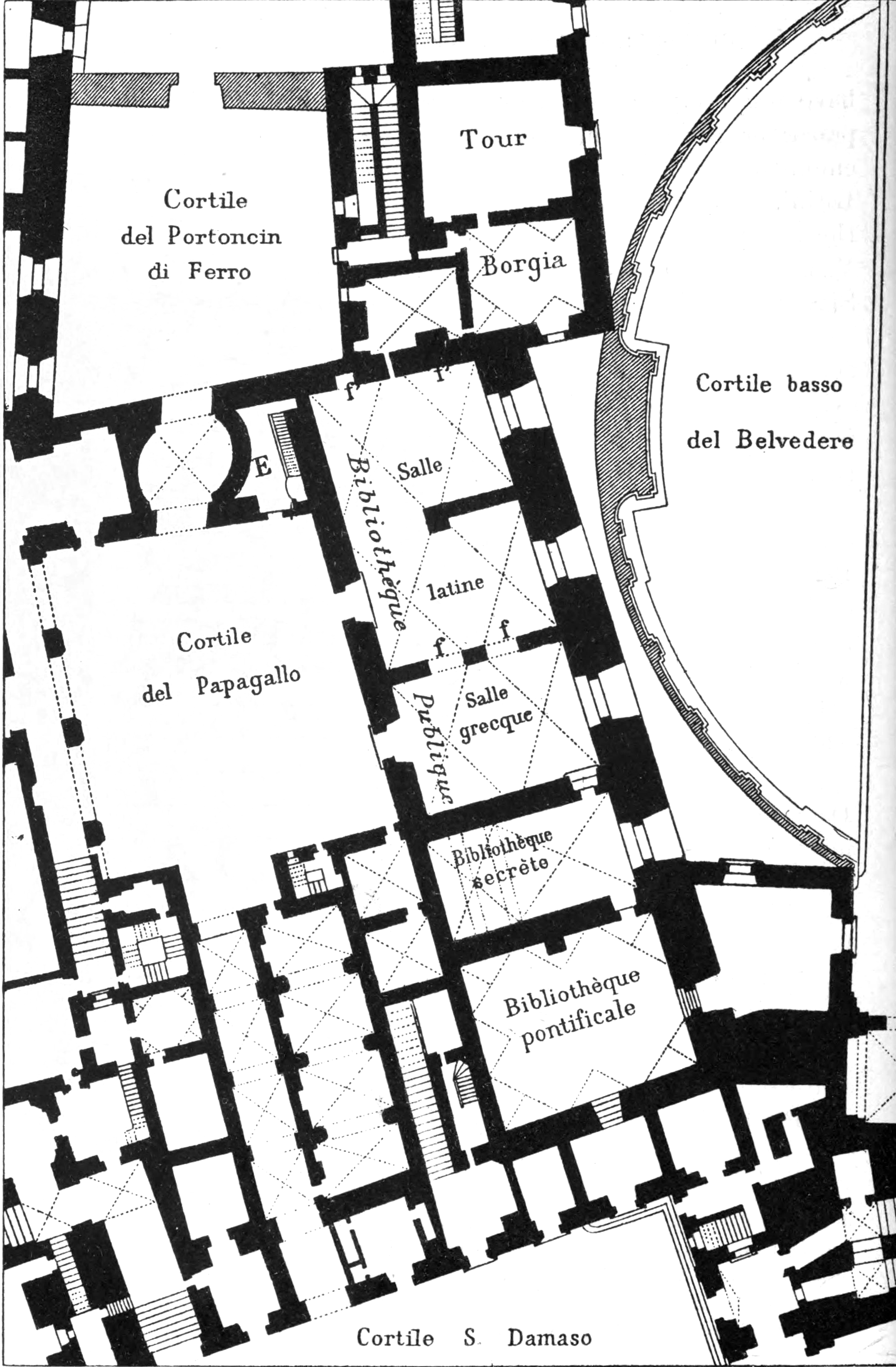
Situeringsplan van de bibliotheek van Sixtus IV

Het bibliotheekproject van Nicolaas V werd terug opgenomen en tot een goed einde gebracht door paus Sixtus IV (overleden in 1484). Hij schreef de pauselijke bul Ad decorem militantis ecclesiae die op 15 juni 1475 verscheen. Hierin zette hij een juridisch kader op voor de bibliotheek en benoemde de eerste bibliothecaris, de humanist Bartolomeo Platina. In de bul voorziet de paus ook in ruimte voor de bibliotheek in een klein paleis aan de cortile del Papagallo en de cortile del Belvedere, waarvan de benedenverdieping ingericht werd als archief en bibliotheek. Sixtus IV liet de bibliotheekruimtes decoreren door Ghirlandajo, Melozzo da Forlì en Antoniazzo Romano, de glasramen werden gemaakt door Hermannus Teutonicus. Er waren vier kamers in de bibliotheek: de Bibliotheca Latina en de Bibliotheca Graeca voor respectievelijk Latijnse en Griekse werken; de Bibliotheca Secreta voor werken die niet algemeen toegankelijk waren en de Bibliotheca Pontificia voor de pauselijke archieven.
De boeken moesten ter plaatse gelezen en bestudeerd worden en er golden strikte regels. Niettemin werden er ook boeken uitgeleend, de lijsten van de boeken die uitgeleend werden tussen 1475 en 1547 zijn nog altijd beschikbaar.
De collectie bleef groeien, in 1475 waren er 2.527 manuscripten en in 1481, nauwelijks zes jaar later, waren dat er al 3.498. Ook in de 16e eeuw, vooral tijdens het bewind van Leo X, die systematisch handschriften maar ook de nieuwe gedrukte boeken liet opkopen. Hij schonk zijn eigen collectie van Griekse codices aan de bibliotheek. Op het einde van zijn pontificaat waren er 4.070 manuscripten in de bibliotheek, een zeer groot aantal voor die tijd.
De bibliotheek werd regelmatig uitgebreid met donaties, de broers Guglielmo en Tommaso Sirleto, Antonio Carafa, en Marcantonio Colonna droegen hun collecties van manuscripten en drukken over aan de Vaticana. Ook de bekende geleerde Fulvio Orsini schonk zijn collectie aan de Vaticaanse bibliotheek. Het was de grootste privécollectie van de 16e eeuw en ze omvatte 413 manuscripten waarvan 30 Italiaanse, 270 Latijnse en 113 Griekse naast een groot aantal gedrukte werken.

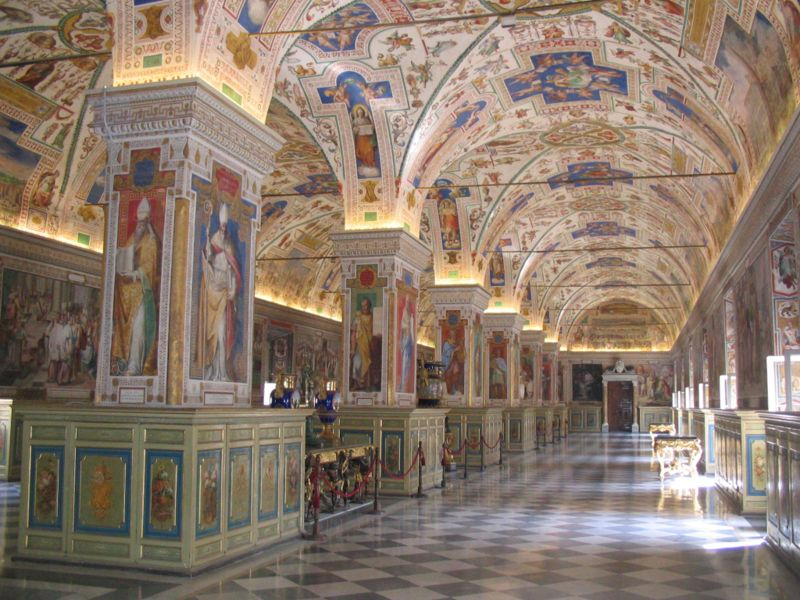
De Sixtijnse zaal in de bibliotheek gebouwd door Sixtus V

Door de continue aanwas van de collectie werd het gebouw snel opnieuw te klein en Paus Sixtus V (overleden in 1590) gaf architect Domenico Fontana opdracht een nog groter gebouw neer te zetten, dat vandaag nog steeds deel uitmaakt van het bibliotheekgebouw. De bovenverdieping bestaat uit een grote (70 x 15 m) prachtig gedecoreerde zaal die men de Salone Sistino (Sixtijnse zaal) noemt.

### Zeventiende en achttiende eeuw
Onder Gregorius XIII was men al begonnen met de archieven te scheiden van de eigenlijke bibliotheek, maar het zou pas onder Paulus V zijn dat in 1612 het archief afgesplitst werd van de bibliotheek en dat de beroemde Geheime Vaticaanse Archieven ontstonden.
De zeventiende eeuw was de periode dat verscheidene prinselijke en private bibliotheken door de Vaticaanse bibliotheek werden opgeslorpt. In 1623 kwamen vele drukken en handschriften uit de Biblioteca Palatina te Heidelberg naar het Vaticaan, de basis van het fonds Palatini. De Palatina werd samen met de universiteitsbibliotheek van Heidelberg door Maximiliaan van Beieren aan paus Gregorius XV geschonken na de verovering van Heidelberg op de protestanten. De Palatina was bij het begin van de Dertigjarige Oorlog met meer dan 3.500 manuscripten, de grootste bibliotheek in Europa. Op die wijze werden er ca. 2.000 Latijnse en 430 Griekse codices aan het fonds toegevoegd en 8.000 incunabelen en gedrukte boeken. Ironisch genoeg is het dankzij deze behandeling als oorlogsbuit dat de Palatina heeft overleefd. In 1689 en 1693 werden de gebouwen in Heidelberg waar de Palatina was ondergebracht door brand vernield.
In 1657 volgde de bibliotheek van de hertogen van Urbino die grotendeels was samengebracht door Federico da Montefeltro maar uitgebreid door zijn zoon Guidobaldo en door de laatste hertog van Urbino Francesco Maria della Rovere. In zijn tijd bevatte de bibliotheek meer dan 1800 manuscripten en 1000 gedrukte boeken. De bibliotheek gaat over in de handen van paus Alexander VII met 1767 werken in het Latijn en Italiaans, 165 Griekse en 128 Hebreeuwse en Arabische boeken.
De Codices Reginenses is de collectie die door koningin Christina van Zweden werd opgebouwd vooral via oorlogsbuit met onder meer de Olmütz bibliotheek, de bibliotheek van Nikolsburg met de befaamde Dietrichstein collectie en de keizerlijke bibliotheek van Praag. De collectie werd na haar aftreden verder aangevuld door aankoop van belangrijke collecties in de Nederlanden en in Frankrijk. Zo kocht ze de collecties van Hugo Grotius en die van Alexander Petau. Christina stierf op 19 april 1689 en haar erfgenaam was kardinaal Decio Azzolino die zelf stierf op 8 juni van datzelfde jaar. Paus Alexander VIII kocht in 1690de bibliotheek van de neef van kardinaal Azzolino. In totaal ging het over 2102 Latijnse en 190 Griekse manuscripten.

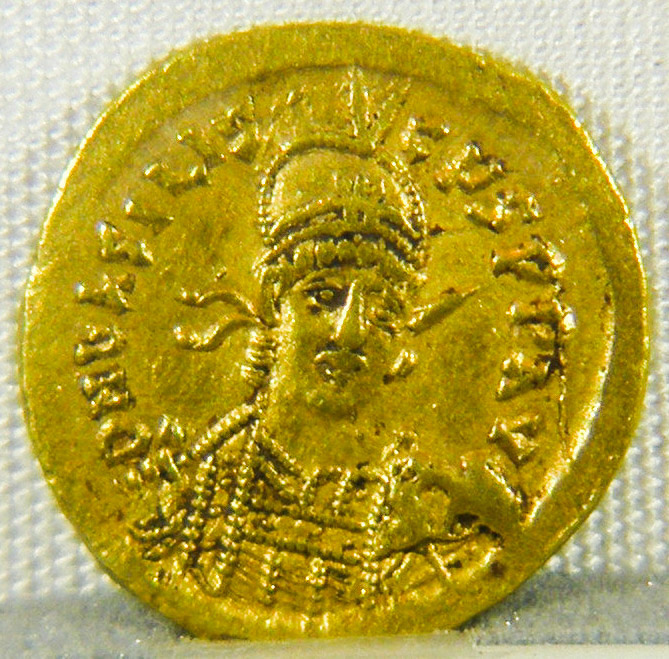
Byzantijnse munt (collectie Palazzo Massimo)

De achttiende eeuw werd vooral gekarakteriseerd door het ontstaan en de uitbreiding van de kunstcollecties. In 1738 werd de numismatische afdeling de Medagliere opgericht. Het was in feite de verzameling van kardinaal Alessandro Albani in die tijd de grootste collectie in de wereld na die van de koning van Frankrijk. Maar het begin van de numismatische verzameling zou teruggaan tot paus Marcellus II (1555), die in de tijd dat hij bibliothecaris was, zijn collectie aan de bibliotheek zou geschonken hebben. Tussen 1741 en 1743 geeft paus Benedictus XIV opdracht om de collectie van kardinaal Gaspare Carpegna aan te kopen die niet alleen munten en medailles bevatte maar ook duizenden andere dingen zoals camees, tesserae (mozaïek steentjes), kleine bronzen en juwelen en enkele jaren later wordt de collectie van Saverio Scilla aan de Vaticaanse verzameling toegevoegd. Ook onder paus Clemens XIV en paus Pius VI ging de uitbreiding van de medagliere verder mede dankzij de prefect van de collectie, Giovanni Elia Baldi, met de aankoop van de verzameling van Simone Ballerini en de verzameling van koningin Christina van Zweden.

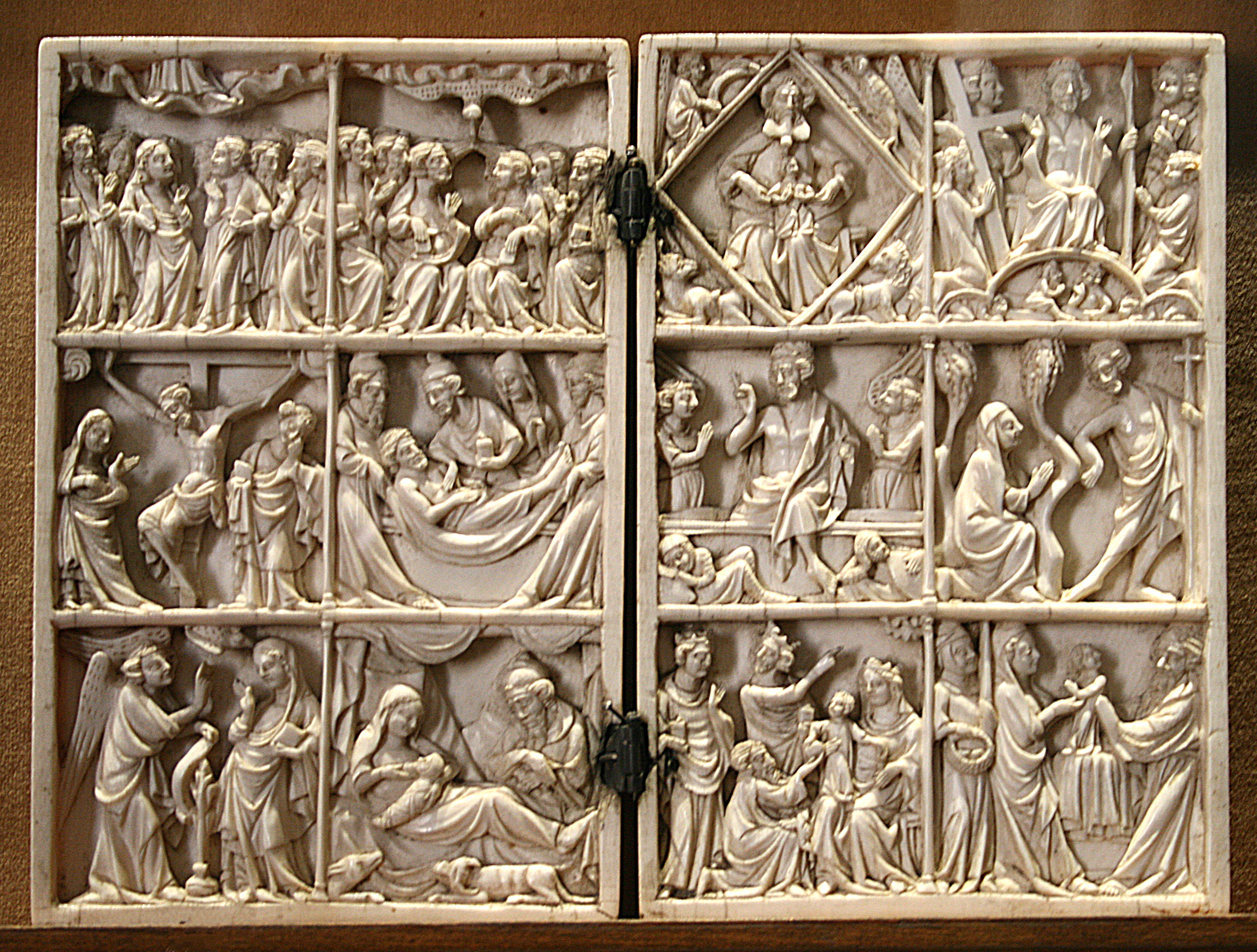
Ivoren diptiek uit het Museo Sacro

Ook het Museo Sacro werd opgericht in 1757 en bevatte de verzameling van artefacten uit de christelijke geschiedenis met ivoorsnijwerk, bronzen, textiel, aardewerk glaswerk en emails. Veel voorwerpen uit deze collectie waren afkomstig van de Romeinse catacomben en de opgravingen in Ostia Antica. In 1767 werden de seculiere voorwerpen van de verzameling afgesplitst en ondergebracht in het Museo Profano. Beide musea werden in 1999 overgedragen aan de Vaticaanse Musea. In 1875 werd dan het Gabinetto delle Stampe opgericht, het prentenkabinet.
Maar ook de bibliotheek werd verder uitgebreid met de aankoop van de Capponi (1746) en de Ottoboni (1757) bibliotheken. De waardevolle Capponi bibliotheek bevatte ca. 300 manuscripten, de Ottoboni bibliotheek 3.000 Latijnse en 470 Griekse manuscripten.
Ook in de achttiende eeuw deed paus Clemens XI een grote inspanning om de oriëntaalse sectie van de bibliotheek gevoelig uit te breiden. Hij schonk honderden oriëntaalse werken die hij had verzameld via aankopen voor hem gedaan door specialisten ter zake zowat overal in de oosterse wereld. Paus Clemens XIII voegde de collectie van de gebroeders Assemani toe aan de vaticana. Die bestond uit 202 Syro-Chaldesche, 180 Arabische en 6 Turkse manuscripten.

### Negentiende en twintigste eeuw
Toen Rome op het einde van de 18e eeuw werd ingenomen door de troepen van generaal Berthier werd de Vaticaanse bibliotheek systematisch geplunderd. Napoleon bracht een groot deel van de Vaticaanse Bibliotheek in triomf naar Parijs; in 1815 keerden de meeste geroofde werken terug, maar een klein aantal boeken bevindt zich ook nu nog in de Bibliothèque nationale de France; enkele Palatini werden aan de universiteit van Heidelberg teruggeven. De numismatische collectie ging bijna volledig verloren.
In 1809 werd Rome geannexeerd door Frankrijk en werd de Vaticana een nationale bibliotheek van Frankrijk. De bibliotheek werd verrijkt met de werken uit de bibliotheken van de opgeheven kloosters. Na het herstel van de Pauselijke Staat werd de bibliotheek verder uitgebreid met de collectie van Leopoldo Cicognara en onder paus Leo XIII werden de manuscripten in de Borghese Library, met daarbij de 300 manuscripten die deel hadden uitgemaakt van de bibliotheek in Avignon, aangekocht voor de Vaticana. Ook de collectie van de familie Barberini met handschriften, drukwerken en de fameuze Barberini archieven werden aangekocht door Leo XIII in 1902. De Barberini bibliotheek bevatte 11.000 Latijnse, 600 Griekse en 165 Oriëntaalse manuscripten naast ca. 30.000 gedrukte boeken. In hetzelfde jaar werd de verzameling van kardinaal Stefano Borgia aangekocht met 768 Latijnse, 276 Arabische, 178 Syrische, 136 Koptische, 88 Armeens, 81 Turkse, 37 Indische, 37 Ethiopische, 27 Griekse en 15 Georgische manuscripten, de zogenoemde bibliotheek van de Propaganda Fide. In 1922 volgde dan nog de Rossi bibliotheek met meer dan 1.200 manuscripten geschonken door de Jezuïeten en in 1923 de bibliotheek (3,500 manuscripten) en de archieven van de Chigi familie geschonken door de Italiaanse staat.

## Bibliothecarissen

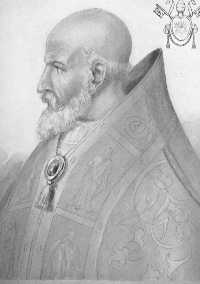
Marcello Corvini, de latere paus Marcellus II, de eerste bibliothecaris-kardinaal

Door de eeuwen heen hebben verschillende bibliothecarissen van de Vaticaanse Bibliotheek ook in andere functies naam gemaakt. Marcello Corvini werd tot paus gekozen, maar regeerde als Marcellus II slechts 22 dagen. Caesar Baronius was een beroemd kerkhistoricus en kardinaal. Angelo Mai was al beroemd als bibliothecaris van de Biblioteca Ambrosiana in Milaan door zijn ontdekkingen van verloren gewaande teksten in palimpsesten, tweemaal beschreven handschriften. De benedictijn Jean Baptiste François Pitra was al bekend als handschriftenexpert en medewerker van Dom Prosper Guéranger in de abdij van Solesmes en van uitgever Jacques Paul Migne. In het begin van de 20e eeuw was ook paus Pius XI pro-prefect en prefect van de Vaticana voor hij tot paus gekozen werd. De volledige lijst van bibliothecarissen kan men hieronder raadplegen.
| Bibliothecaris               | Levensloop    | In functie van/tot                          |
| ---------------------------- | ------------- | ------------------------------------------- |
| Marcello Cervini             | 1501-1555     | Bibliothecarius I 1550-1555                 |
| Roberto de’ Nobili           | 1541-1559     | Bibliothecarius II 1555-1559                |
| Alfonso Carafa               | 1540-1565     | Bibliothecarius III 1559-1565               |
| Marcantonio Da Mula          | 1506-1572     | Bibliothecarius IV 1565-1572                |
| Guglielmo Sirleto            | 1514-1585     | Bibliothecarius V 1572-1585                 |
| Antonio Carafa               | 1538-1591     | Biliothecarius VI 1585-1591                 |
| Marcantonio Colonna          | 1523 ca.-1597 | Bibliothecarius VII 1591-1597               |
| Cesare Baronio               | 1538-1607     | Bibliothecarius VIII 1597-1607              |
| Ludovico de Torres           | 1551-1609     | Bibliothecarius IX 1607-1609                |
| Scipione Borghese Caffarelli | 1576-1633     | Bibliothecarius X 1609-1618                 |
| Scipione Cobelluzzi          | 1564-1626     | Bibliothecarius XI 1618-1626                |
| Francesco Barberini          | 1597-1679     | Bibliothecarius XII 1626-1633               |
| Antonio Barberini            | 1569-1646     | Bibliothecarius XIII 1633-1646              |
| Orazio Giustiniani           | 1580-1649     | Bibliothecarius XIV 1646-1649               |
| Luigi Capponi                | 1583-1659     | Bibliothecarius XV 1649-1659                |
| Flavio Chigi                 | 1631-1693     | Bibliothecarius XVI 1659-1681               |
| Lorenzo Brancati             | 1612-1693     | Bibliothecarius XVII 1681-1693              |
| Girolamo Casanate            | 1620-1700     | Bibliothecarius XVIII 1693-1700             |
| Enrico Noris                 | 1631-1704     | Bibliothecarius XIX 1700-1704               |
| Benedetto Pamphilj           | 1653-1730     | Bibliothecarius XX 1704-1730                |
| Angelo Maria Querini         | 1680-1755     | Bibliothecarius XXI 1730-1755               |
| Domenico Passionei           | 1682-1761     | Bibliothecarius XXII 1755-1761              |
| Alessandro Albani            | 1692-1779     | Bibliothecarius XXIII 1761-1779             |
| Francesco Saverio de Zelada  | 1717-1801     | Bibliothecarius XXIV 1779-1801              |
| Luigi Valenti Gonzaga        | 1725-1808     | Bibliothecarius XXV 1802-1808               |
| Giulio Maria Della Somaglia  | 1744-1830     | Bibliothecarius XXVI 1827-1830              |
| Giuseppe Albani              | 1750-1834     | Bibliothecarius XXVII 1830-1834             |
| Luigi Lambruschini           | 1776-1854     | Bibliothecarius XXVIII 1834-1853            |
| Angelo Mai                   | 1782-1854     | Bibliothecarius XXIX 1853-1854              |
| Antonio Tosti                | 1776-1866     | Bibliothecarius XXX 1860-1866               |
| Jean-Baptiste Pitra          | 1812-1889     | Bibliothecarius XXXI 1869-1889              |
| Placido Maria Schiaffino     | 1829-1889     | Bibliothecarius XXXII 1889                  |
| Alfonso Capecelatro          | 1824-1912     | Bibliothecarius XXXIII 1890-1912            |
| Mariano Rampolla del Tindaro | 1843-1913     | Bibliothecarius XXXIV 1912-1913             |
| Francesco di Paola Cassetta  | 1841-1919     | Bibliothecarius XXXV 1914-1919              |
| Aidan [Francis Neil] Gasquet | 1845-1929     | Bibliothecarius XXXVI 1919-1929             |
| Franz Ehrle                  | 1845-1934     | Bibliothecarius XXXVII 1929-1934            |
| Giovanni Mercati             | 1866-1957     | Bibliothecarius XXXVIII 1936-1957           |
| Eugène Tisserant             | 1884-1972     | Bibliothecarius XXXIX 1957-1971             |
| Antonio Samorè               | 1905-1983     | Bibliothecarius XL 1974-1983                |
| Alfons Maria Stickler        | 1910-2007     | Bibliothecarius XLI 1985-1988               |
| Antonio María Javierre Ortas | 1921-2007     | Bibliothecarius XLII 1988-1992              |
| Luigi Poggi                  | 1917-2010     | Bibliothecarius XLIII 1994-1997             |
| Jorge María Mejía            | 1923-2014     | Bibliothecarius XLIV 1998 (Card. 2001)-2003 |
| Jean-Louis Tauran            | 1943-2018     | Bibliothecarius XLV 2003-2007               |
| Raffaele Farina              | 1933          | Bibliothecarius XLVI 2007-2012              |
| Jean-Louis Bruguès           | 1943          | Bibliothecarius XLVII 2012-2018             |
| José Tolentino Mendonça      | 1965          | Bibliothecarius XLVIII 2018-2022            |
| Angelo Zani                  | 1950          | Bibliothecarius IL 2022-2025                |
| Giovanni Pagazzi             | 1965          | Bibliothecarius L 2025-heden                |

## De fondsen
Er wordt een verschil gemaakt tussen open verzamelingen en gesloten verzamelingen, waarbij het gesloten betekent dat er aan de verzameling niets meer wordt toegevoegd. Gesloten heeft dus niets te doen met ontoegankelijk. De belangrijkste gesloten verzamelingen van gedrukte werken zijn de Barberini verzameling, the Rospigliosi verzameling, de Ferrajoli verzameling, de Chigi verzameling, de Rossiani verzameling, de De Marinis verzamelingen en de Palatina verzameling. Voor de manuscripten, zie de lijst onderaan deze sectie.
- De Manuscripten verzameling bestaat uit de afdeling manuscripten die vandaag ongeveer 80.000 volumes herbergt en de afdeling Archieven opgericht tussen 1970 en 1980 die 75.000 volumes met documenten bevat.[16] In het midden van de twintigste eeuw werd een index opgebouwd van de werken, de zogenaamde Bishop catalogus die vandaag wordt omgezet in een elektronische catalogus (nog in opbouw), maar ook de Bishop catalogus behandelde maar ca. 11.000 werken. Verder is het nog behelpen met de handgeschreven inventarislijsten van de 17e eeuw en later, met de inventarissen die meekwamen met vreemde bibliotheken en met de getypte inventarislijsten uit de 20e eeuw.
- De geheime archieven zijn bevatten ongeveer 150.000 documenten waaronder briefwisseling en verslagen van de nuntiaturen. De archieven zijn sinds 1612 ondergebracht in een aparte entiteit met zijn eigen administratie, onafhankelijk van de bibliotheek.
- De verzameling van gedrukte werken die ongeveer 1.500.000 oude en zeldzame werken bevat waarvan 8.600 incunabelen[17] waarbij de Gutenberg Bijbel, het eerste met losse letters gedrukte boek in Europa. De catalogus is beschikbaar via de Opac op het internet sinds 1994. Van de 8.600 incunabelen zijn er 5.222 gedocumenteerd op de Incunabula Short Title Catalogue van de British Library. Daarvan waren er 3.613 gedrukt in Italië, 1.323 in Duitsland, 192 in Frankrijk en 68 in de Bourgondische Nederlanden.
- Het prentenkabinet bevat in totaal ca. 65.000 gedrukte prenten of gravures, 1.400 kaarten, 1.300 kopergravures met daarnaast een verzameling van tekeningen en van foto’s.

De Vaticaanse bibliotheek wordt vaak een bibliotheek van bibliotheken genoemd en dit wordt duidelijk als men de lijst uit 1901 opgesteld door Franz Ehrle S.J. van de gesloten fondsen in de Vaticaanse bibliotheek bekijkt (zie hieronder)

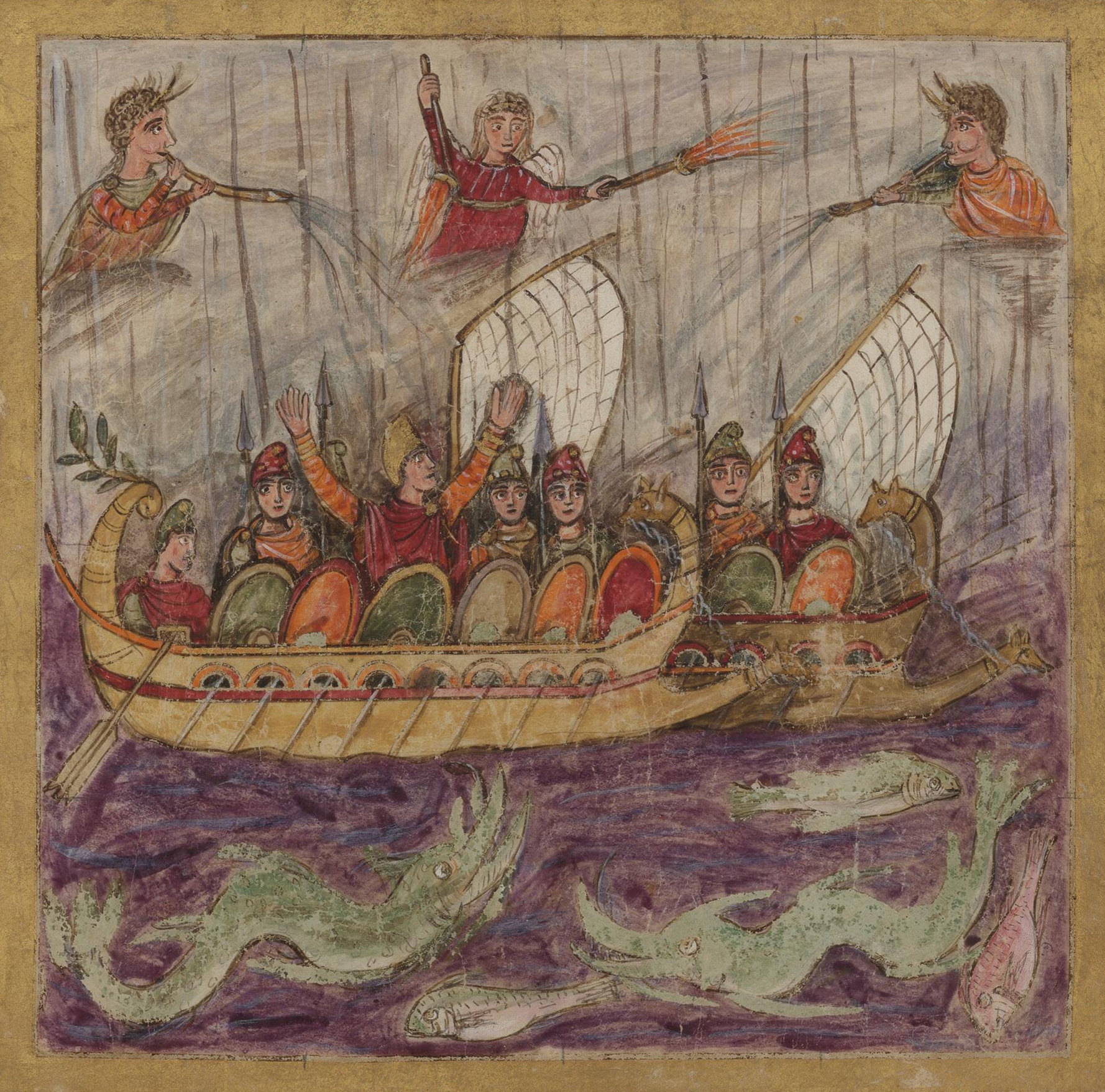
Vergilius Romanus, f77r, Aeneas komt in een storm terecht opgewekt door Aeolus op vraag van Hera

| Fonds                | Afkomstig van        | Aantal manuscripten |
| -------------------- | -------------------- | ------------------- |
| Burghesiani          | Borghese (Avignon)   | 381                 |
| Notai d'Orange       |                      | 377                 |
| Palatini Latini      | Palatina Heidelberg  | 2017                |
| Palatini Græci       | Palatina Heidelberg  | 432                 |
| Urbinates Latini     | Hertogen van Urbino  | 1767                |
| Urbinates Græci      | Hertogen van Urbino  | 165                 |
| Urbinates Hebraici   | Hertogen van Urbino  | 128                 |
| Reginæ Latini        | Christina van Zweden | 2103                |
| Reginæ Græci         | Christina van Zweden | 190                 |
| Reginæ Pii II Græci  | Christina van Zweden | 55                  |
| Ottoboniani Latini   | Pietro Ottoboni      | 3394                |
| Ottoboniani Græci    | Pietro Ottoboni      | 472                 |
| Capponiani           | Gebroeders Capponi   | 288                 |
| Barberini Latini     | Familie Barberini    | 10000               |
| Barberini Græci      | Familie Barberini    | 590                 |
| Barberini Orientales | Familie Barberini    | 160                 |
| Borgiani Latini      | Stefano Borgia       | 760                 |
| Borgiani Græci       | Stefano Borgia       | 26                  |
| Borgiani Syriaci     | Stefano Borgia       | 169                 |
| Borgiani Coptici     | Stefano Borgia       | 132                 |
| Borgiani Hebraici    | Stefano Borgia       | 18                  |
| Borgiani Arabici     | Stefano Borgia       | 276                 |
| Borgiani Persiani    | Stefano Borgia       | 21                  |
| Borgiani Turcici     | Stefano Borgia       | 77                  |
| Borgiani Armeni      | Stefano Borgia       | 90                  |
| Borgiani Indiani     | Stefano Borgia       | 31                  |
| Borgiani Tonsinici   | Stefano Borgia       | 22                  |
| Borgiani Sinici      | Stefano Borgia       | 521                 |
| Borgiani Illyrici    | Stefano Borgia       | 22                  |
| Borgiani Æthiopici   | Stefano Borgia       | 33                  |
| Borgiani Georgiani   | Stefano Borgia       | 16                  |
| Borgiani Hibernici   | Stefano Borgia       | 2                   |
| Borgiani Islandici   | Stefano Borgia       | 1                   |
| Borgiani Slavi       | Stefano Borgia       | 1                   |

## Befaamde werken
Verluchte handschriften
- Vergilius Vaticanus
- Vergilius Romanus
- Barberini Evangeliarium
- Sacramentarium Gelasinum
- Missale Gothicum
- Evangeliarium van Lorsch
- Joshua Rol
- De arte venandi cum avibus
- Bibbia Estense
- Urbino Bijbel

Teksten
- Palatijnse Vergilius
- Elementen van Euclides
- Almagest van Ptolemaeus
- Codex Vaticanus Graecus 1209
- Libri Carolini

## Toegankelijkheid
Het oorspronkelijke ideaal van Nicolaas V, van een bibliotheek die toegankelijk zou zijn voor geleerden en voor studiewerk werd zeer snel vergeten. Een van de redenen hiervoor was ongetwijfeld dat de inhoud van de bibliotheek niet gekend of gedocumenteerd was zodat het zelfs voor diegenen die toegang kregen tot de bibliotheek het zeer moeilijk of onmogelijk was om gericht naar een bepaald onderwerp te zoeken. Een catalogus bestond niet en inventarissen waren onvolledig en werden angstvallig bewaakt.
Dit betekent echter niet dat de bibliotheek ontoegankelijk was, er zijn zoals hoger gezegd, lijsten van uitgeleende werken en lijsten van personen die toegang kregen tot de bibliotheek tussen 1475 en 1881 en het bezoek van Montaigne aan de bibliotheek is genoegzaam bekend. maar de occasionele bezoeker en ook Montaigne moest zich tevreden stellen met een aantal tentoongestelde werken zoals een bijbel, de Vergilius Romanus de Bembinus van Terentius en de zogenoemde liefdesbrieven van Hendrik VIII van Engeland aan Anna Boleyn. Clemens XIII vaardigde tijdens zijn pontificaat (1758-1769) een ordonnantie uit die het raadplegen van de werken strikt beperkte en we kunnen in de correspondentie van een Spaanse priester met zijn broer uit 1785 nog altijd diens vernietigende kritiek lezen.
Het zou bijna nog een eeuw duren, tot het pontificaat van Leo XIII tot er verandering in het beleid kwam. Op 18 augustus 1883 stelde Leo XIII de bibliotheek en de archieven open voor gekwalificeerde onderzoekers en de prefect, later bibliothecaris Franz Ehrle die tussen 1895 en 1914 de leiding had, bracht dit in de praktijk. Onder zijn leiding werd begonnen met de uitgaven van de reeks Studi e Testi, die collecties en werken, maar ook vakgebieden zoals paleografie of klassieke, middeleeuwse en moderne filologie in de bibliotheek beschrijft en vandaag (2012) meer dan 460 volumes telt. In deze reeks werden ook catalogi uitgegeven.
Er werd ook een aanvang gemaakt met het opstellen van een catalogus voor de handschriften, maar men beperkte zich niet tot een inventaris maar gaf voor elk volume een kleine beschrijving. Dat maakt dat men na honderd jaar nog maar goed een derde van de werken op die manier gecatalogiseerd heeft. In 2012 is een programma gestart voor de digitalisering van de meer dan 80.000 volumes in de Vaticana. Alles bij elkaar vertegenwoordigt dat een volume van meer dan veertig miljoen pagina’s. Dit project zal ettelijke jaren in beslag nemen maar is na jaren van voorbereidend werk nu in de operationele fase gekomen.
Voor de gedrukte werken werd met de hulp van het Carnegie-fonds voor Internationale Vrede en de Congresbibliotheek van de Verenigde Staten tussen 1927 en 1939 een kaartcataloog opgesteld die ondertussen werd omgezet naar een elektronische catalogus die raadpleegbaar is via het internet.

## Vandaag
De bibliotheek is toegankelijk voor wetenschappelijk onderzoek. In juni 2007 sloot de bibliotheek de deuren vanwege een grote verbouwing die tot september 2010 heeft geduurd.